# Christian Malterre
Pas d'image ? Cliquez ici

a Compétitions nationales et continentales officielles uniquement.

Christian Malterre, né le 22 février 1948 à Nay (Pyrénées-Atlantiques), est un joueur français de rugby à XV évoluant au poste d'ailier avec l'Union sportive Coarraze Nay rugby, le Club athlétique Bordeaux Bègles Gironde et la Section paloise.

## Biographie

### Carrière en rugby à XV
Christian Malterre naît le 22 février 1948 à Nay. Il commence le rugby à XV à l'US Coarraze Nay,. Il est élève au lycée de Nay et y rencontre François Bayrou.
Christian Malterre rejoint le CA Bègles Bordeaux en 1968, avec qui il est champion de France en 1969. 
Il quitte le club en 1975, et évolue dans son Béarn natal à la Section paloise de 1975 à 1977.
Après sa carrière de joueur, il continue de s'investir dans le rugby en devenant entraîneur de la Section paloise, aux côtés de Henri Cazabat de 1977 à 1978.

### Après carrière
Christian Malterre exerce la profession de dentiste à Pau. Il est l'auteur de Les traumatismes du bloc incisif supérieur et le rugby en 1975.

## Palmarès
- Vainqueur du Championnat de France en 1969 avec le CA Bègles Bordeaux.